# Коцк
Коцк (пол. Kock) — город в Польше, входит в Люблинское воеводство, Любартувский повят. Имеет статус городско-сельской гмины. Занимает площадь 16,79 км². Население — 3509 человек (на 2004 год).

## История
Первые поселения на территории современного Коцка относятся к эпохе позднего мезолита, то есть период около 5000 г. до н. э. Во времена становления польского государства в XII веке земли региона принадлежали Плоцкому епископату, а в 1233 году были присоединены к каштелянии луковской. Болеслав Стыдливый спустя пять лет освобождает Коцк от юрисдикции «Castelani nostri de Lucow», вызвав тем самым интенсификацию развития Коцка.
Яков из Кожкви Сырокомля, епископ Плоцка в 1417 году, получает согласие Владислава Ягелло наделить деревню Коцк городскими правами. Король внес в устав две ярмарки на Праздник Тела и Крови Христовых и Вознесение Пресвятой Богородицы, а также еженедельные рынки по субботам.
В начале шестнадцатого века город перешел в руки Миколая Фирлея, воеводы Сандомирского и коронного гетмана. Преемником Миколая является его сын Ян. Семья Фирлеев была кальвинистами. В Коцке они открыли кальвинистскую школу, печатный двор и фабрику бумаги. Во время правления семьи Фирлей в Коцке был построен замок. Черту под славой Коцка времен Фирлеев подводит наезд казачьего войска Богдана Хмельницкого и разрушение города в 1648 году.
Одним из известных людей, родившихся в Коцке, был Людвик Осинский(польск.) — поэт, переводчик, критик и теоретик литературы, директор Национального театра, профессор литературы в Варшавском Университете.
Вехой в развитии самого Коцка была самая известная жительница города — Анна Паулина Яблоновска(польск.). Анна Яблоновска внесла весомый вклад в развитие не только города, но и также садоводства. Во время её правления в Коцке был построен костел в неоклассическом стиле, ратуша и перестроен дворец, который носит теперь её имя. Она отстроила новый городской рынок и новую систему улиц. В своих владениях (недоступная ссылка — история). ввела ряд новаторских методов выращивания сельскохозяйственных культур, была сторонником новых способов земледелия и организации подхода к хозяйству. Была пионером экологического садоводства. Свою методику и подход к садоводству описала в монументальном труде «Общие нормы для моих распорядителей». Была известна своим патриотизмом. После её смерти дворец сменил нескольких владельцев. Парк при дворце Анны Яблоновской открыт для посещения ежедневно. В нём можно увидеть одну из первых в Польше оранжерей, созданную Анной Яблоновской. В самом дворце размещается центр социальной помощи.
Коцк во время Разделов Речи Посполитой развивался медленно. Но, несмотря на это, неуклонно росло число жителей, образовывались мелкие производства — такие как крахмальный завод.
Патриотически настроенные жители города и его окрестностей активно поддерживали национальные восстания. Город был свидетелем кровавых битв во время Ноябрьского восстания и Январского восстания. В отместку за активное участие граждан Коцка в боевых действиях против властей этой части страны город лишают статуса в 1870 году. Коцку возвращен статус города указом главы государства Юзефа Пилсудского в 1919 году.
В районе Коцка 5 октября 1939 капитулировали последние сражающиеся части Польской армии. 22 июля 1944 город Конца был взят частями Армии Крайовой.

## Известные уроженцы
- Грайбнер, Александер (1786—1847) — президент Варшавы (1837—1847).

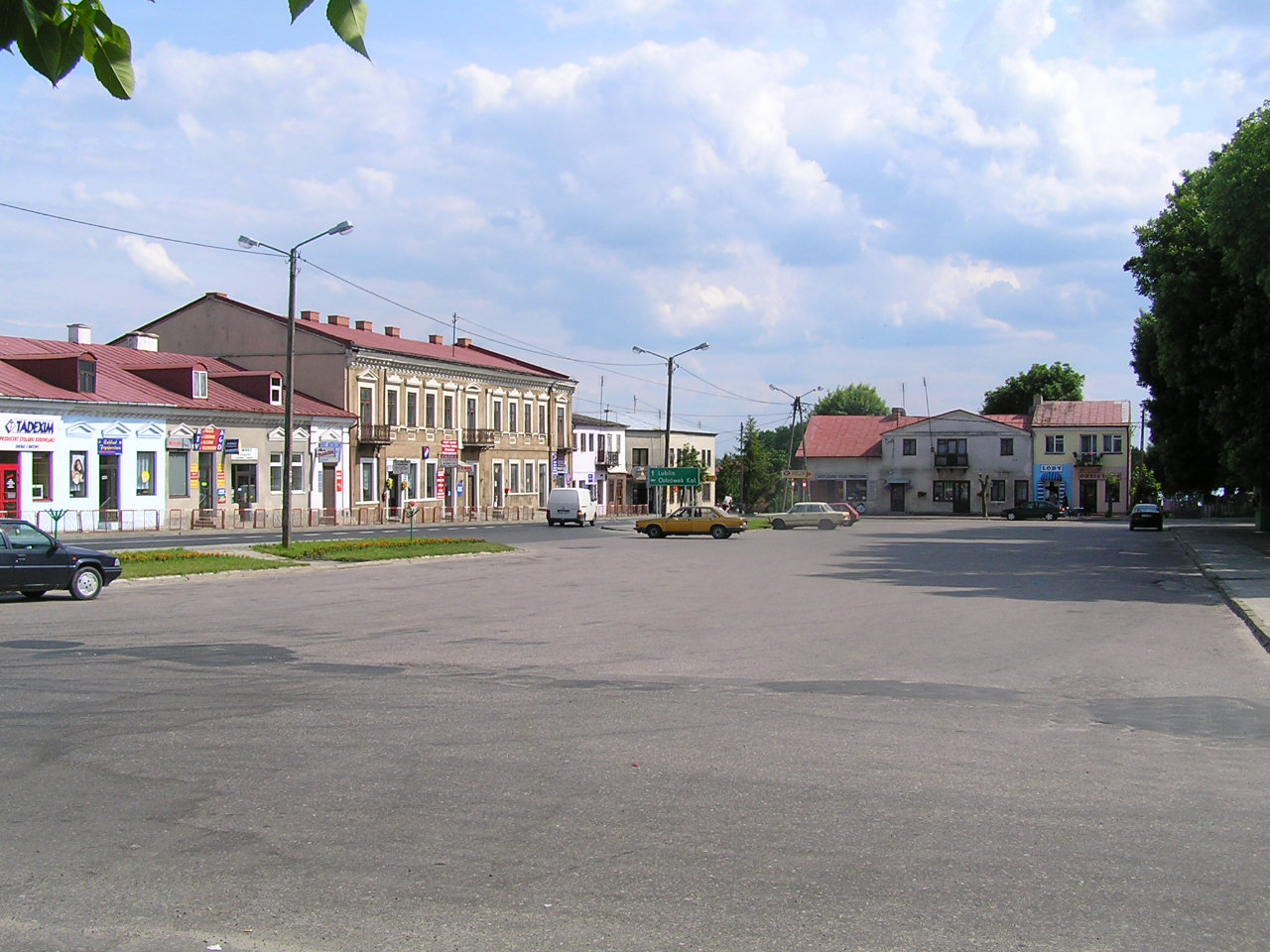
Коцк

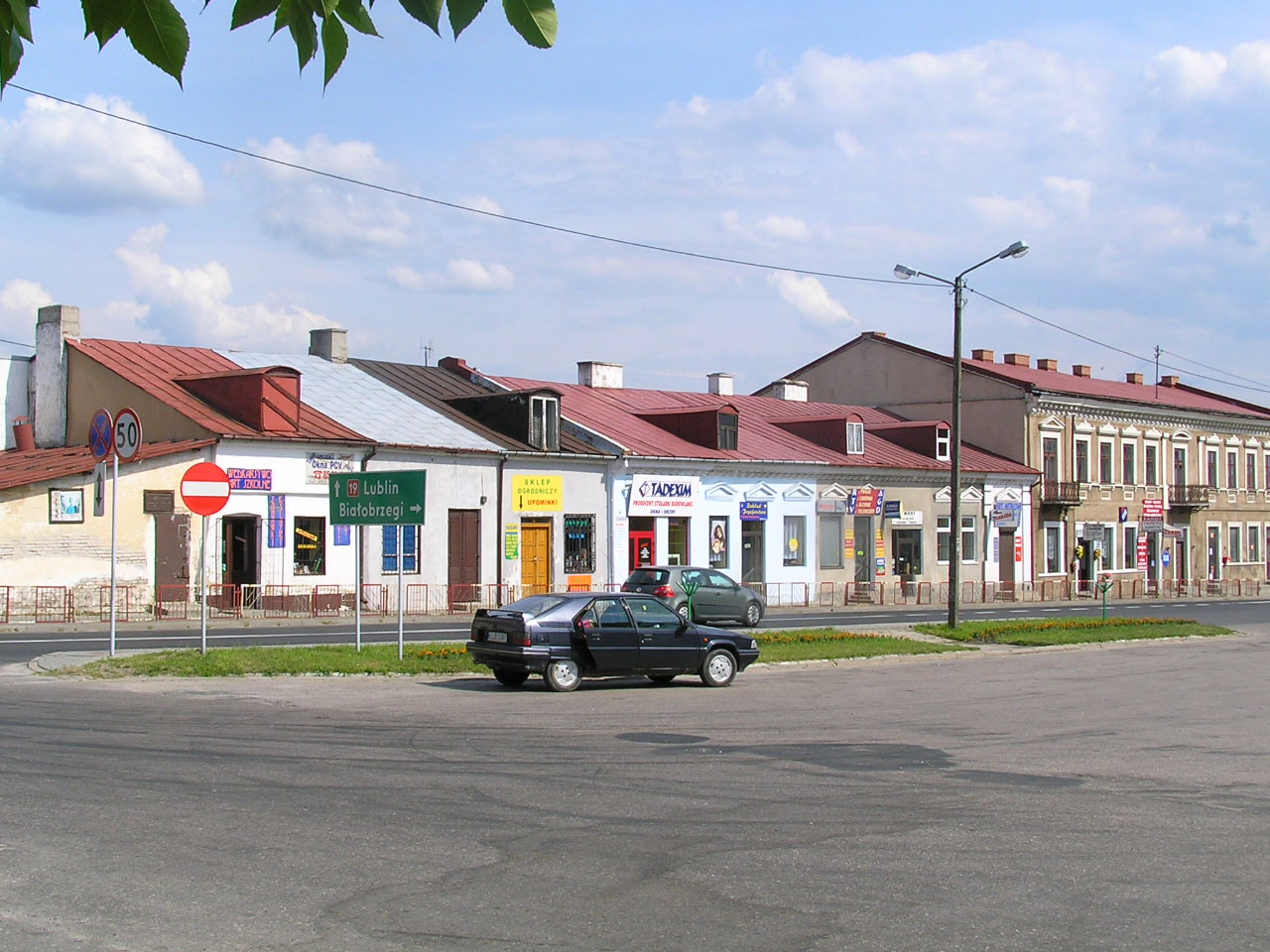
Коцк